# Hosarangapura, Chitradurga
Hosarangapura là một làng thuộc tehsil Chitradurga, huyện Chitradurga, bang Karnataka, Ấn Độ.